# Större guadalupestormsvala
Större guadalupestormsvala (Hydrobates macrodactylus) är en fågel i familjen stormsvalor inom ordningen stormfåglar. Den häckade tidigare på Guadalupeön utanför Mexikos västra kust, men har inte setts sedan 1912 och befaras vara utdöd.

## Utseende
Större guadalupestormsvalan är (eller var) en rätt stor stormsvala med en kroppslängd på 23 centimeter, med klykformad stjärt och vit övergump. Ovan är den svartbrun med ett blekare grått band på vingen. Undersidan är blekare än ovansidan. Klykstjärtad stormsvala är mörkare under vingen men är annars mycket lik.

## Läten
Lätena är okända.

## Utbredning och status
Fågeln häckade tidigare på Guadalupeön i Mexiko men har inte observerats sedan 1912 och befaras vara utdöd. Internationella naturvårdsunionen IUCN konstaterar att den kan ha dött ut till följd av predation från katter. Ingen genomgående eftersökning av denna svårfunna art har dock gjorts under rätt årstid sedan 1906. Vidare har relativt sentida rapporter gjorts av oidentifierade stormsvalor som ropar på natten. Detta i kombination med att andra stormsvalearter häckar på ön gör att det trots allt finns hopp om att arten fortfarande är vid liv. IUCN kategoriserar därför arten som akut hotad, möjligen utdöd.

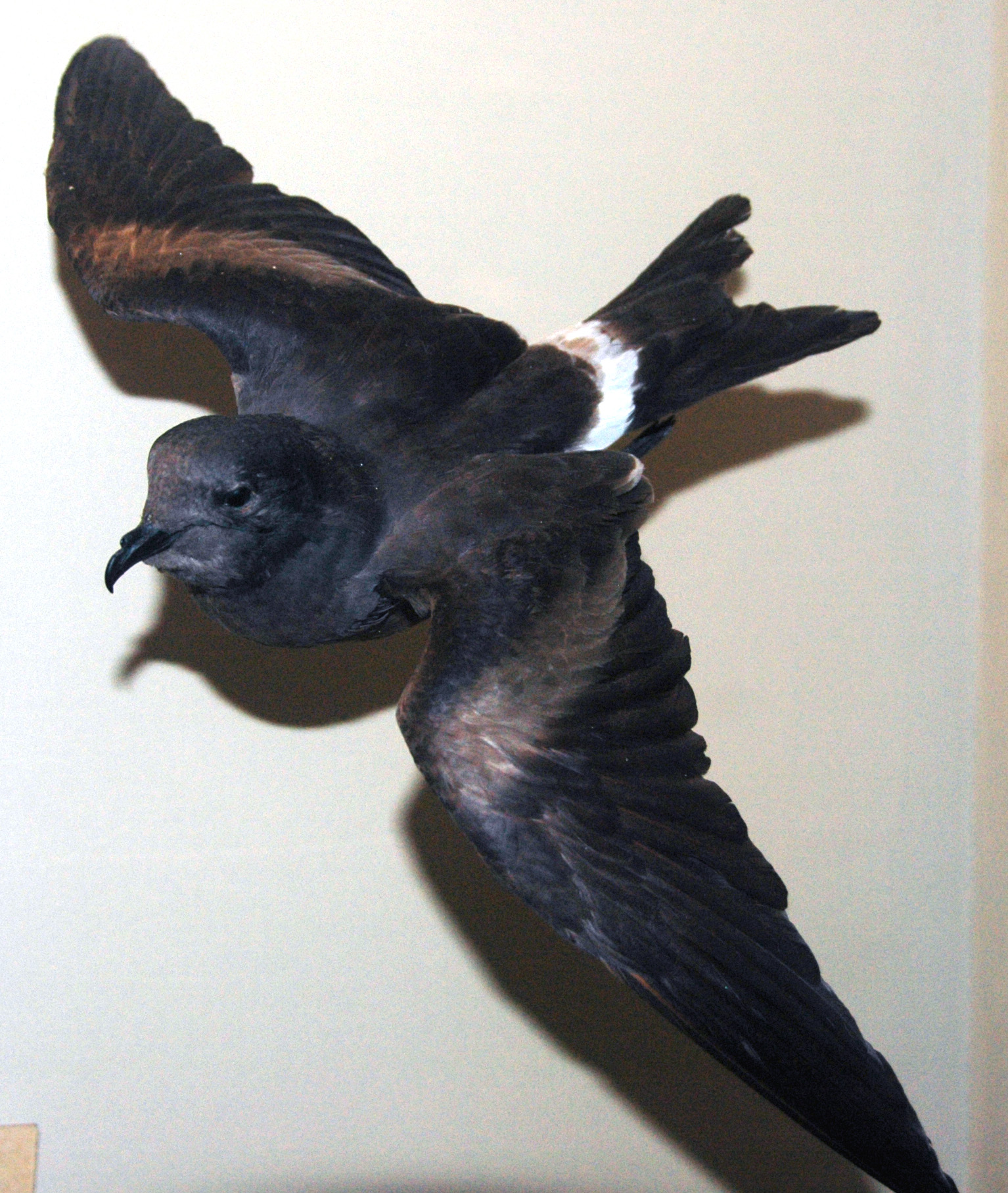
Uppstoppat specimen på Field Museum of Natural History i Chicago, USA.

## Släktestillhörighet
Tidigare placerades arten i släktet Oceanodroma. DNA-studier visar dock att stormsvalan (Hydrobates pelagicus) är inbäddad i det släktet. Numera inkluderas därför arterna Oceanodroma i Hydrobates, som har prioritet.

## Levnadssätt
Arten häckar, eller häckade, i bohålor högt upp på ön, i mjuk jord under Pinus radiata var. binata och Cupressus guadalupensis. Den ska ha lagt ägg mellan början av mars och slutet av juni.

## Namn
Fågelns vetenskapliga artnamn macrodactyla betyder "långtåad", av grekiska makros ("lång") och daktulos ("tå"). Den kallades tidigare enbart guadalupestormsvala, men tilldelades 2024 ett nytt namn av BirdLife Sveriges taxonomikommitté för att skilja den från de båda mindre arterna som också är endemiska för Guadalupe, sommar- respektive vinterguadalupestormsvala.